# Eublemma amydrosana
Eublemma amydrosana là một loài bướm đêm trong họ Erebidae.